# Astronomia de raios gama
A astronomia de raios gama é a observação astronômica dos raios gama, a forma mais energética da radiação eletromagnética, com energias de fótons acima de 100 keV. Radiação abaixo de 100 keV é classificada como raios-X e é o assunto da astronomia de raios-X.
Na maioria dos casos conhecidos, os raios gama das erupções solares e da atmosfera da Terra são gerados na faixa de MeV, mas agora sabe-se que os raios gama na faixa de GeV também podem ser gerados nas erupções solares. Acreditava-se que os raios gama na faixa GeV não se originariam no Sistema Solar. Como os raios gama GeV são importantes no estudo da astronomia extra-solar e especialmente extragalática, novas observações podem complicar alguns modelos e descobertas anteriores.
Os mecanismos que emitem raios gama são diversos, em sua maioria idênticos aos que emitem raios X, mas em energias mais altas, incluindo a aniquilação pósitron-elétron, o efeito Compton inverso e, em alguns casos, também o decaimento de material radioativo (decaimento gama) no espaço refletindo eventos extremos como supernovas e hipernovas, e o comportamento da matéria sob condições extremas, como em pulsares e blazares.
Em um comunicado de imprensa de 18 de maio de 2021, o Observatório de Large High Altitude Air Shower Observatory(LHAASO) relatou a detecção de uma dúzia de raios gama de energia ultra-alta com energias superiores a 1 peta-elétron-volt (quadrilhão de elétrons-volt ou PeV), incluindo um de 1,4 PeV, o fóton de maior energia já observado. Os autores do relatório nomearam as fontes desses raios gama PeV PeVatrons.

## História
Muito antes que os experimentos pudessem detectar raios gama emitidos por fontes cósmicas, os cientistas sabiam que o universo deveria produzi-los. O trabalho de Eugene Feenberg e Henry Primakoff em 1948, Sachio Hayakawa e IB Hutchinson em 1952 e, especialmente, Philip Morrison em 1958 levaram os cientistas a acreditar que vários processos diferentes que ocorriam no universo resultariam em emissão de raios gama. Esses processos incluíam interações de raios cósmicos com gás interestelar, explosões de supernovas e interações de elétrons energéticos com campos magnéticos. Contudo, não foi senão na década de 1960 que tivemos capacidade de realmente detectar essas emissões.
A maioria dos raios gama vindos do espaço é absorvida pela atmosfera da Terra, de modo que a astronomia de raios gama não poderia se desenvolver até que fosse possível obter detectores acima da atmosfera, ou pelo menos da maior parte desta usando balões e naves espaciais. O primeiro telescópio de raios gama colocado em órbita, no satélite Explorer 11, em 1961, captou menos de 100 fótons cósmicos de raios gama. Eles pareciam vir de todas as direções do Universo, implicando algum tipo de "fundo de raios gama" uniforme. Tal fundo seria esperado da interação de raios cósmicos (partículas carregadas muito energéticas no espaço) com gás interestelar.
As primeiras fontes verdadeiras de raios gama astrofísicas foram as erupções solares, que revelaram a linha forte de 2,223 MeV prevista por Morrison. Essa linha resulta da formação do deutério pela união de um nêutron e um próton; em uma erupção solar os nêutrons aparecem secundariamente de interações de íons de alta energia acelerados no processo de erupção. Essas primeiras observações de linha de raios gama foram do OSO 3, OSO 7 e da Solar Maximum Mission, a última espaçonave lançada em 1980. As observações solares inspiraram o trabalho teórico de Reuven Ramaty e outros.
A emissão significativa de raios gama da nossa galáxia foi detectada pela primeira vez em 1967 pelo detector a bordo do satélite OSO 3. Detectou 621 eventos atribuíveis aos raios gama cósmicos. No entanto, o campo da astronomia de raios gama deu grandes saltos com os satélites SAS-2 (1972) e Cos-B (1975-1982). Esses dois satélites forneceram uma visão emocionante do universo de alta energia (às vezes chamado de universo 'violento', porque os tipos de eventos no espaço que produzem raios gama tendem a ser colisões de alta velocidade e processos similares). Eles confirmaram as descobertas anteriores do fundo de raios gama, produziram o primeiro mapa detalhado do céu em comprimentos de onda de raios gama e detectaram várias fontes pontuais. No entanto, a resolução dos instrumentos foi insuficiente para identificar a maioria dessas fontes pontuais com estrelas visíveis ou sistemas estelares específicos.
Uma descoberta na astronomia de raios gama veio no final dos anos 1960 e início dos anos 1970, de uma constelação de satélites de defesa militar. Os detectores a bordo da série de satélites Vela, projetados para detectar flashes de raios gama de explosões de bombas nucleares, começaram a registrar rajadas de raios gama do espaço profundo e não da vizinhança da Terra. Detectores posteriores determinaram que essas explosões de raios gama duram de frações de segundo a minutos, aparecendo repentinamente de direções inesperadas, piscando e desaparecendo depois de dominar brevemente o céu de raios gama. Estudadas desde meados da década de 1980, com instrumentos a bordo de uma variedade de satélites e sondas espaciais, incluindo a espaçonave soviética Venera e a Pioneer Venus Orbiter, as origens desses enigmáticos flashes de alta energia permanecem um mistério. Eles parecem vir de muito longe no Universo, e atualmente a teoria mais provável parece ser que pelo menos alguns deles vêm das chamadas explosões de hipernovas — supernovas que criam buracos negros em vez de estrelas de nêutrons.
Os raios gama nucleares foram observados nas erupções solares de 4 e 7 de agosto de 1972 e 22 de novembro de 1977. Uma erupção solar é uma explosão em uma atmosfera solar e foi originalmente detectada visualmente no Sol. As explosões solares criam grandes quantidades de radiação em todo o espectro eletromagnético, desde o comprimento de onda mais longo, as ondas de rádio, até os raios gama de alta energia. As correlações dos elétrons de alta energia energizados durante a erupção e os raios gama são causados principalmente por combinações nucleares de prótons de alta energia e outros íons mais pesados. Esses raios gama podem ser observados e permitem aos cientistas determinar os principais resultados da energia liberada, a qual não é fornecida pelas emissões de outros comprimentos de onda.

## Tecnologia do detector
A observação de raios gama tornou-se possível na década de 1960. Sua observação é muito mais problemática do que a dos raios X ou da luz visível, porque os raios gama são comparativamente raros, mesmo uma fonte "brilhante" precisa de um tempo de observação de vários minutos antes mesmo de ser detectada, e porque os raios gama são difíceis de focar, resultando em uma resolução muito baixa. A geração mais recente de telescópios de raios gama (2000s) tem uma resolução da ordem de 6 minutos de arco na faixa GeV (vendo a Nebulosa do Caranguejo como um único "pixel"), em comparação com 0,5 segundos de arco vistos na faixa raios-x de baixa energia (1 keV) pelo Observatório de Raios-X Chandra (1999), e cerca de 1,5 minutos de arco na faixa de raios-X de alta energia (100 keV) vista pelo High-Energy Focusing Telescope (2005).
Raios gama muito energéticos, com energias de fótons acima de ~30 GeV, também podem ser detectados por experimentos terrestres. Os fluxos de fótons extremamente baixos em energias tão altas exigem áreas efetivas do detector que são inviavelmente grandes para os atuais instrumentos baseados no espaço. Esses fótons de alta energia produzem extensas chuvas de partículas secundárias na atmosfera que podem ser observadas no solo, tanto diretamente por contadores de radiação quanto opticamente por meio da luz Cherenkov que as partículas de chuva ultra-relativísticas emitem. A técnica do Telescópio Atmosférico de Imagem Cherenkov atualmente atinge a maior sensibilidade.
A radiação gama na faixa TeV emanada da Nebulosa do Caranguejo foi detectada pela primeira vez em 1989 pelo Observatório Fred Lawrence Whipple em Mt. Hopkins, no Arizona, nos EUA. Experimentos modernos do telescópio Cherenkov como HESS, VERITAS, MAGIC e CANGAROO III podem detectar a Nebulosa do Caranguejo em poucos minutos. Os fótons mais energéticos (até 16 TeV) obsrvados de um objeto extragaláctico são originários do blazar, Markarian 501 (Mrk 501). Essas medições foram feitas pelos telescópios Cherenkov aéreos energia de raios gama de alta energia (HEGRA).
As observações astronômicas de raios gama ainda são limitadas por fundos de raios não gama nas energias mais baixas e, nas energias mais altas, pelo número de fótons que podem ser detectados. Detectores de área maior e melhor supressão de fundo são essenciais para o progresso no campo. Uma descoberta de 2012 pode permitir focalizar telescópios de raios gama. Em energias de fótons superiores a 700 keV, o índice de refração começa a aumentar novamente.

## 1980 a 1990
Em 19 de junho de 1988, de Birigui (50° 20' W, 21° 20' S) às 10:15 UTC ocorreu o lançamento de um balão que transportava dois detectores NaI(Tl) (600 cm2 área total) a uma altitude de pressão atmosférica de 5,5 mb para um tempo total de observação de 6 horas. A supernova SN1987A na Grande Nuvem de Magalhães (LMC) foi descoberta em 23 de fevereiro de 1987, e sua progenitora, Sanduleak -69 202, era uma supergigante azul com luminosidade de 2-5 ×1038   erg/s. As linhas de raios gama de 847 keV e 1238 keV do decaimento de 56 Co foram detectadas.
Durante seu programa High Energy Astronomy Observatory em 1977, a NASA anunciou planos para construir um "grande observatório" para astronomia de raios gama. O Compton Gamma Ray Observatory (CGRO) foi projetado para aproveitar os principais avanços na tecnologia de detectores durante a década de 1980 e foi lançado em 1991. O satélite carregava quatro instrumentos principais que melhoraram muito a resolução espacial e temporal das observações de raios gama. O CGRO forneceu grandes quantidades de dados que estão sendo usados para melhorar nossa compreensão dos processos de alta energia em nosso Universo. O CGRO foi exorbitado em junho de 2000 como resultado da falha de um de seus giroscópios estabilizadores.
BeppoSAX foi lançado em 1996 e exorbitado em 2003. Estudou predominantemente raios-X, mas também observou explosões de raios gama. Ao identificar as primeiras contrapartes de raios não-gama em explosões de raios gama, abriu o caminho para a determinação precisa da posição e observação óptica de seus remanescentes desvanecidos em galáxias distantes.
O High Energy Transient Explorer 2 (HETE-2) foi lançdo em outubro de 2000 (em uma missão nominal de 2 anos) e ainda estava operacional (mas desaparecendo) em março de 2007. A missão HETE-2 terminou em março de 2008.

## anos 2000 e 2010
Swift, uma espaçonave da NASA, foi lançada em 2004 e carrega o instrumento BAT para observações de explosões de raios gama. Seguindo o BeppoSAX e o HETE-2, ela observou inúmeras contrapartes ópticas e de raios-X para as rajadas, levando a determinações de distância e acompanhamento óptico detalhado. Estes estabeleceram que a maioria das explosões se origina nas explosões de estrelas massivas (supernovas e hipernovas) em galáxias distantes. A partir de 2021, o Swift permanece operacional.
Atualmente, os (outros) principais obsrvatórios de raios gama baseados no espaço são INTEGRAL (International Gamma-Ray Astrophysics Laboratory), Fermi e AGILE (Astro-rivelatore Gamma a Immagini Leggero).
- INTEGRAL (lançado em 17 de outubro de 2002) é uma missão da ESA com contribuições adicionais da República Tcheca, Polônia, EUA e Rússia.
- AGILE é uma pequena missão totalmente italiana da colaboração ASI, INAF e INFN. Foi lançado com sucesso pelo foguete indiano PSLV-C8 da base Sriharikota ISRO em 23 de abril de 2007.
- O Fermi foi lançado pela NASA em 11 de junho de 2008. Inclui o LAT, o Large Area Telescope, e o GBM, o Gamma-Ray Burst Monitor, para estudar explosões de raios gama.

Em novembro de 2010, usando o Telescópio Espacial de Raios Gama Fermi, duas gigantescas bolhas de raios gama, com cerca de 25.000 anos-luz de diâmetro, foram detectadas no coração da Via Láctea. Suspeita-se que essas bolhas de radiação de alta energia sejam a erupção de um buraco negro maciço ou evidências de uma explosão de formações estelares de milhões de anos atrás. Eles foram descobertos depois que os cientistas filtraram a "névoa de raios gama de fundo que inundam o céu". Esta descoberta confirmou pistas anteriores de que uma grande "estrutura" desconhecida estava no centro da Via Láctea.
Em 2011, a equipe do Fermi lançou seu segundo catálogo de fontes de raios gama detectadas pelo Large Area Telescope (LAT) do satélite, que produziu um inventário de 1.873 objetos brilhando com a forma de luz de maior energia. 57% das fontes são blazares. Mais da metade das fontes são galáxias ativas, seus buracos negros centrais geraram emissões de raios gama detectadas pelo LAT. Um terço das fontes não foram detectadas em outros comprimentos de onda.
Observatórios de raios gama baseados na terra incluem HAWC, MAGIC, HESS e VERITAS. Os observatórios terrestres sondam uma faixa de energia mais alta do que os observatórios espaciais, uma vez que suas áreas efetivas podem ser muitas ordens de magnitude maiores que um satélite.

## Observações recentes
Em abril do ano de 2018, foi publicado o maior catálogo já feito de fontes de raios gama de alta energia no espaço.
No ano  2020, diâmetros estelares foram medidos usando interferometria de intensidade de raios gama.